# LM3915

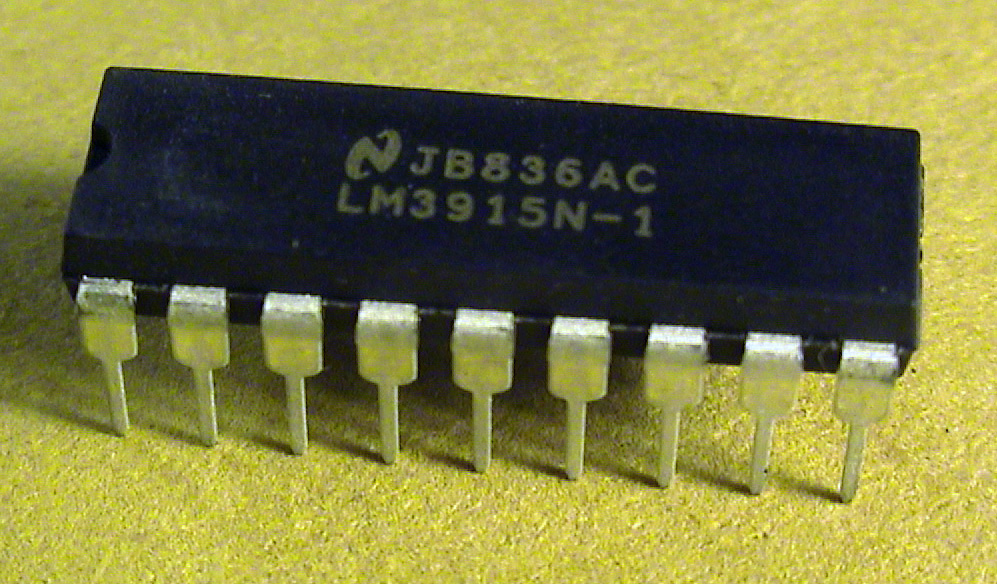
Circuito integrado LM3915 da National Semiconductor

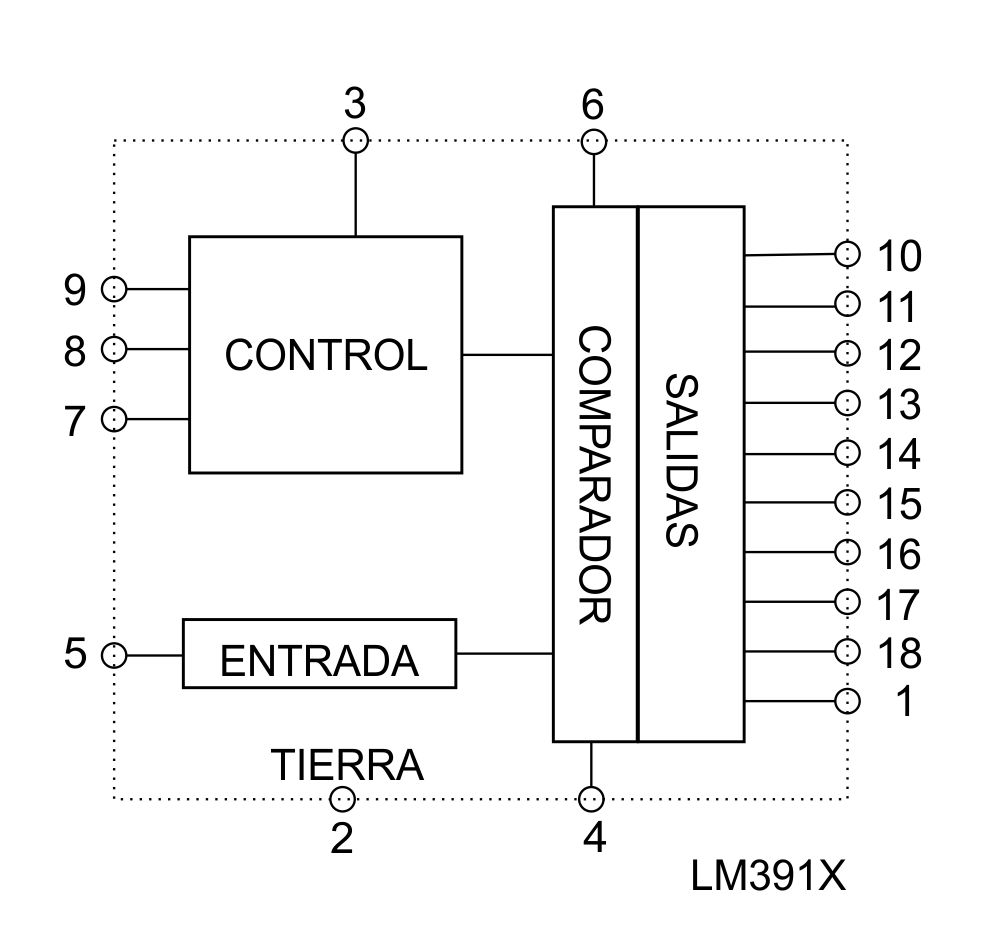
Diagrama de pinos de um circuito integrado LM3915

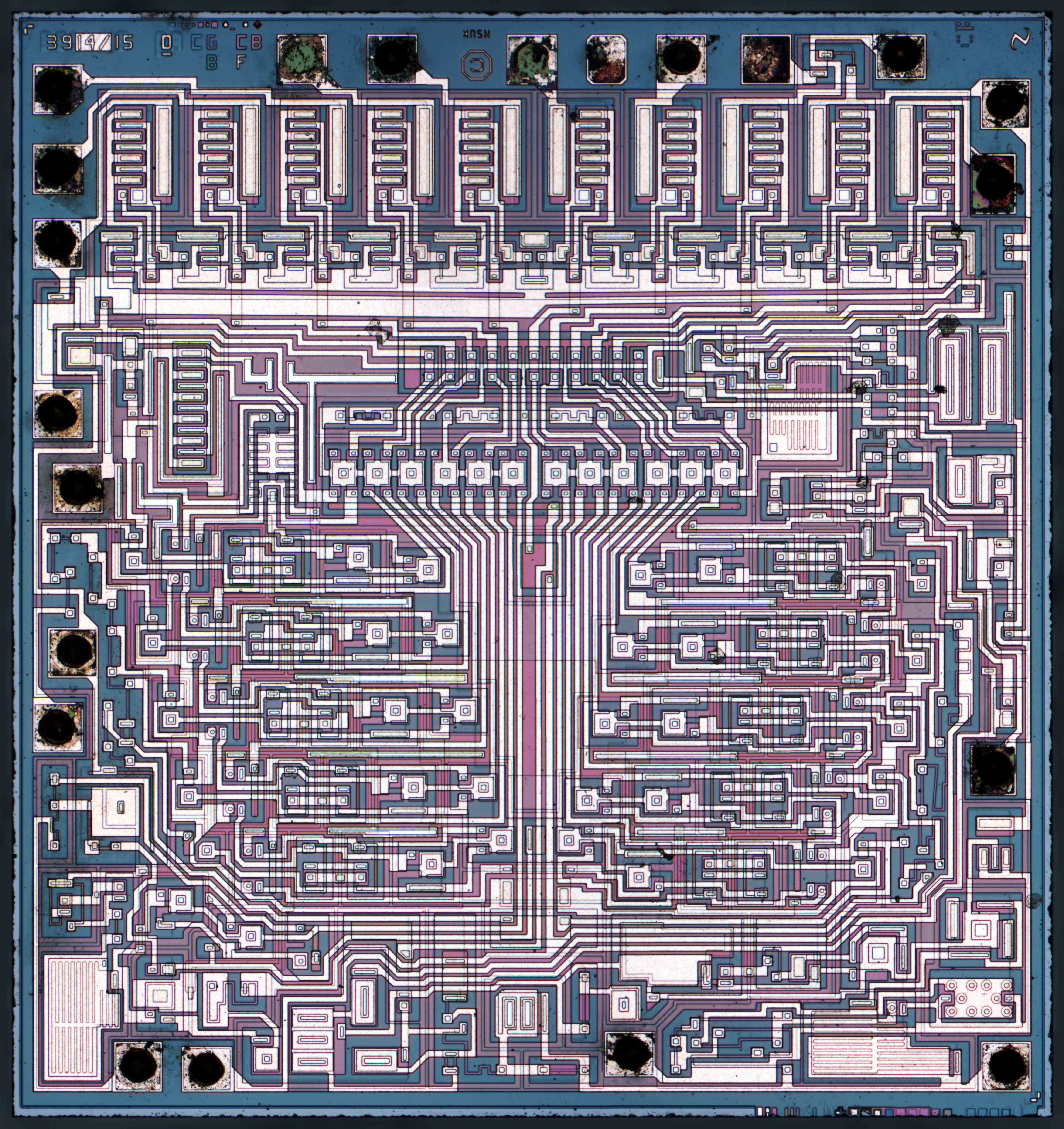
Um die de circuito integrado LM3915

O LM3915 é um circuito integrado da empresa de componentes eléctronicos National Semiconductor (também com outra variante o LM3916) que tem como única função fazer barras gráficas com LED, usualmente conhecidas por VU Meters, que consoante a potência do outpout da fonte sonora (aparelhagem, computador, auto-radios, etc.) acende ou apaga os LED do topo.